# Ålands lagting
För andra betydelser, se Lagtinget.
Ålands lagting är Ålands parlament. Det består av 30 ledamöter som väljs vart fjärde år i allmänna val. Lagtinget stiftar landskapslagar inom ramen för självstyrelselagen och beslutar om landskapets budget. Det väljer också lantrådet och kan avsätta regeringen genom misstroendevotum.
Talmannen Jörgen Pettersson (C) leder lagtingets arbete. Sammanträden hålls i Självstyrelsegården i Mariehamn.

## Historia
Åland tillhörde Sverige fram till 1809, då det övergick till Ryssland tillsammans med Finland. Efter första världskriget ville många ålänningar återförenas med Sverige.
Nationernas förbund avgjorde frågan 1921: Åland skulle tillhöra Finland, men Finland måste garantera det svenska språket och kulturen. Beslutet omfattade även demilitarisering och neutralisering av öarna.
Åland fick självstyre enligt en lag från 1920. Den 9 juni 1922 samlades det nya parlamentet, då kallat Ålands landsting, för första gången. Dagen firas som Ålands självstyrelsedag.
Sedan 1988 utses landskapsregeringen enligt parlamentariska principer. Den måste ha lagtingets förtroende.

## Val och rösträtt
Lagtinget har 30 ledamöter som väljs vart fjärde år i proportionella val med hemlig röstning. Alla som har fyllt 18 år och har åländsk hembygdsrätt får rösta och kan väljas in i lagtinget.

## Roll och behörighet
Lagtinget är Ålands lagstiftande församling med ansvar för att stifta landskapslagar i frågor som hör till Ålands självstyrelse och besluta om landskapets budget.
Självstyrelselagen anger vilka områden som omfattas av självstyret. I övriga frågor gäller Finlands lag (rikslag). Lagstiftningsmakten är därmed delad mellan finska staten och landskapet Åland.
Självstyrelselagen kan ändras endast genom överensstämmande beslut i Finlands riksdag och Ålands lagting. Riksdagen behandlar ändringar enligt grundlagsordning, och lagtinget måste godkänna dem med två tredjedelars majoritet.
Den nuvarande självstyrelselagen trädde i kraft 1 januari 1993. Samtidigt bytte parlamentet namn från landsting till lagting för att undvika sammanblandning med de svenska landstingen (numera regionerna) och för att anknyta till Färöarnas lagting.

### Lagstiftningsområden
Lagtinget har rätt att stifta lagar inom följande huvudområden:
- Utbildning, kultur och fornminnen
- Hälso- och sjukvård samt socialtjänst
- Näringsliv och arbetsmarknad
- Infrastruktur och transporter
- Kommunalförvaltning
- Polisväsen
- Post, radio och tv
- Miljöskydd

Lagar som stiftas av lagtinget gäller bara inom Åland och publiceras i Ålands författningssamling.

### Lagstiftningsprocess
När lagtinget stiftar lagar följer processen i regel fem steg:
1. Initiativ: Ålands landskapsregering lägger vanligtvis fram förslag till lag, men även lagtingsledamöter kan väcka initiativ. I vissa fall skickas förslaget på remiss till berörda aktörer.
2. Utskott och plenum: Förslaget behandlas i utskott och därefter i lagtingets plenum. Ledamöterna kan föreslå ändringar och debattera innehållet.
3. Beslut: Lagtinget röstar om förslaget. Om det godkänns skickas lagen vidare till Finlands president för fastställelse.
4. Presidentens prövning: Presidenten begär i regel yttranden från Ålandsdelegationen och ibland från Högsta domstolen. Presidenten kan vägra fastställa lagen om den överskrider Ålands behörighet eller hotar Finlands säkerhet.
5. Publicering: Om presidenten fastställer lagen, eller inte ingriper inom föreskriven tid, publiceras den i Ålands författningssamling och träder i kraft.

Om lagtinget antar en finländsk rikslag genom hänvisning används ofta formen blankettlag.

### Ekonomisk självstyrelse
Finska staten tar in skatter, tullar och avgifter på Åland på samma sätt som i övriga Finland. Eftersom landskapet har eget ansvar för flera områden får Åland varje år ett ekonomiskt anslag från staten.
Detta anslag motsvarar 0,45 procent av statens inkomster (exklusive lån) och kallas klumpsumman. Pengarna används för att finansiera verksamhet som hör till landskapets egen behörighet. Lagtinget beslutar själv hur medlen fördelas i landskapsbudgeten.

## Finlands behörighet
Inom vissa områden har Åland inte egen lagstiftningsrätt. Där gäller Finlands lag fullt ut, till exempel:
- Utrikespolitik
- De flesta delar av civilrätten och straffrätten
- Domstolsväsendet
- Tull- och valutafrågor
- Statlig beskattning

För att Åland ska ha inflytande även i dessa frågor har landskapet en egen plats i Finlands riksdag. Ålands riksdagsledamot väljs enligt samma regler som övriga riksdagsledamöter, men från ett separat valdistrikt som omfattar hela Åland.

## Mandatfördelning 1979–2023
| Parti                                    | 1979 | 1983 | 1987 | 1991 | 1995 | 1999 | 2003 | 2007 | 2011 | 2015 | 2019 | 2023 |
| ---------------------------------------- | ---- | ---- | ---- | ---- | ---- | ---- | ---- | ---- | ---- | ---- | ---- | ---- |
| Liberalerna på Åland                     | 9    | 9    | 8    | 7    | 8    | 9    | 7    | 10   | 6    | 7    | 6    | 9    |
| Åländsk Center                           | 14   | 11   | 9    | 10   | 9    | 9    | 7    | 8    | 7    | 7    | 9    | 7    |
| Frisinnad Samverkan/Moderaterna på Åland | 4    | 5    | 5    | 6    | 6    | 4    | 4    | 3    | 4    | 5    | 4    | 4    |
| Ålands socialdemokrater                  | 3    | 5    | 4    | 4    | 4    | 3    | 6    | 3    | 6    | 5    | 3    | 4    |
| Obunden samling                          | 0    | 0    | 2    | 3    | 3    | 4    | 3    | 4    | 4    | 3    | 4    | 5    |
| Ålands framtid                           | 0    | 0    | 0    | 0    | 0    | 0    | 2    | 2    | 3    | 2    | 1    | 0    |
| Ålands framstegsgrupp                    | 0    | 0    | 0    | 0    | 0    | 1    | 1    | 0    | 0    | 0    | 0    | 0    |
| Gröna på Åland                           | 0    | 0    | 2    | 0    | 0    | 0    | 0    | 0    | 0    | 0    | 0    | 0    |
| Åländsk Demokrati                        | 0    | 0    | 0    | 0    | 0    | 0    | 0    | 0    | 0    | 1    | 1    | 0    |
| Hållbart initiativ                       | 0    | 0    | 0    | 0    | 0    | 0    | 0    | 0    | 0    | 0    | 2    | 1    |
| Totalt                                   | 30   | 30   | 30   | 30   | 30   | 30   | 30   | 30   | 30   | 30   | 30   | 30   |